# Central Valley Dawgs
I Central Valley Dawgs furono una franchigia di pallacanestro della ABA 2000, con sede a Visalia, in California.
Creati nell'autunno del 2004, disputarono la stagione 2004-05, non riuscendo a qualificarsi per i play-off.
Si sciolsero al termine della stessa stagione.

## Stagioni
| Stagione | Lega     | Denominazione        | V | P  | %    | Piazzamento | Play-off |
| -------- | -------- | -------------------- | - | -- | ---- | ----------- | -------- |
| 2004-05  | ABA 2000 | Central Valley Dawgs | 3 | 20 | 13,0 | 12º         | -        |